# Šamal
 Ovo je glavno značenje pojma Šamal. Za druga značenja pogledajte Šamal (razdvojba).
Šamal (arap. الشمالية; dosl. sjeverni vjetar) je vruć i suh vjetar koji puše iz smjera sjeverozapada preko Mezopotamije, Perzijskog zaljeva, te rubnih dijelova istočne Arabije i zapadnog Irana. Najčešće nastaje tijekom ljeta kao rezultat izražene ciklone i natovaren pustinjskim pijeskom iz Sirije i Jordana može izazvati snažne pješčane oluje na jugoistoku. Šamali nisu česta pojava i traju od tri do pet dana, a ponekad se javljaju i zimi.